# Бич, Честер

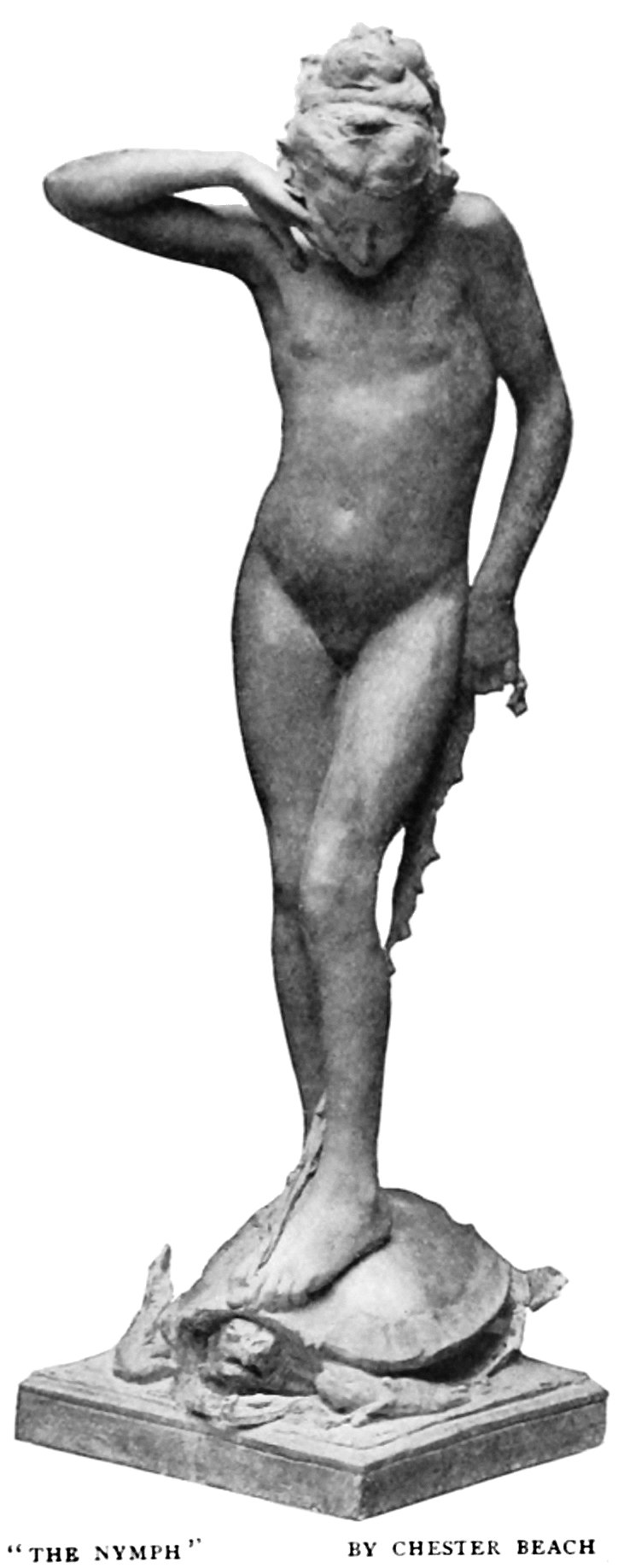
Нимфа. 1909

Честер А. Бич (англ. Chester A. Beach; 23 мая 1881, Сан-Франциско — 6 августа 1956, Нью-Йорк) — американский скульптор и медальер.

## Биография
Окончил школу искусств в Сан-Франциско, работал дизайнером ювелирных изделий. Продолжил учёбу в художественном институте Сан-Франциска, где стал студентом Школы изящных искусств, одновременно посещал лекции в Академии Жюлиана.
После возвращения на родину в 1907 году, основал собственную студию и вскоре стал популярным мастером, специализирующимся на создании аллегорических и мифических скульптур. Был членом Национального общества скульпторов, Salmagundi Club и Американского нумизматического общества. Тогда стал самым молодым членом Национальная академия дизайна. Позже был избран в Американскую академию искусств и литературы.
С 1907 по 1926 год участвовал в ежегодных выставках Национальной академии дизайна. Преподавал в Национальной академии дизайна и Большой Центральной школе искусств (Grand Central School of Art). Являлся президентом Национального скульптурного общества (1926—1927).
В 1946 году награждён Saltus Medal Американского нумизматического общества.

## Творчество
В 1915 году создал три скульптуры для Панамо-Тихоокеанской международной выставки, за которые был отмечен серебряной медалью.
Его медаль в память о Версальском договоре в 1919 году стала победителем на выставке Американского нумизматического общества. В 1928 году Ч. Бич создал юбилейную монету номиналом в полдоллара США, посвящённую 150-й годовщине высадки капитан Джеймса Кука на Гавайях.
Самые известные бюсты Ч. Бича находятся ныне в Зале славы Нью-Йоркского университета.

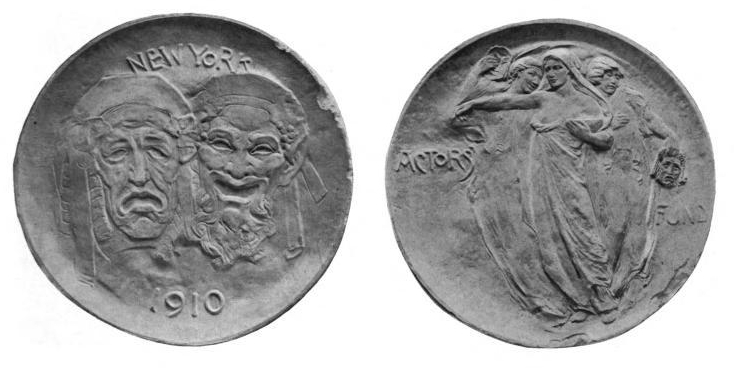
Почетная медаль актёрского фонда (1910)
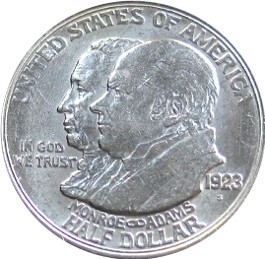
Юбилейная монета номиналом в полдоллара США, посвящённая 100-летию Доктрины Монро (1923)
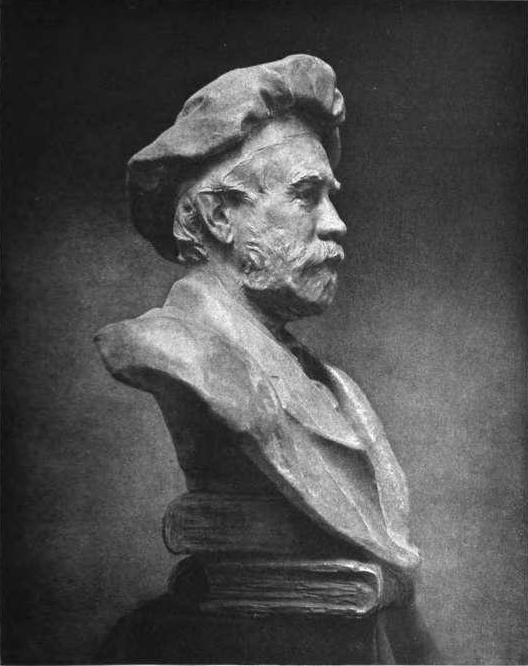
Бюст Теодора Лоу Де Винна, первопечатника США
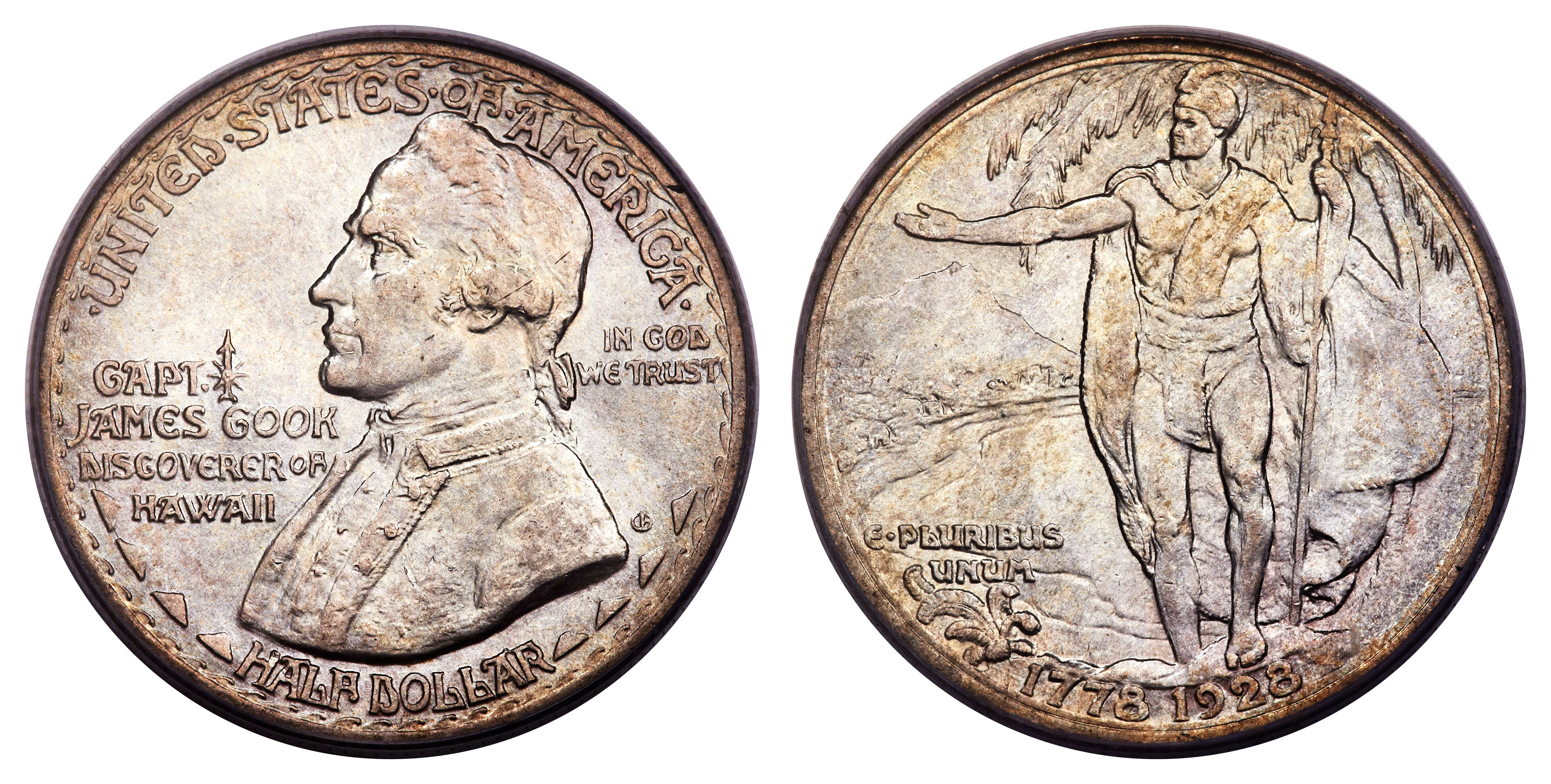
Юбилейная монета номиналом в полдоллара США, посвящённая 150-й годовщине высадки капитан Джеймса Кука на Гавайях